# Jaime Bermúdez Cuarón
Jaime Bermúdez Cuarón (Ciudad Juárez, Chihuahua; 1923-Ib., 25 de junio de 2018) fue un empresario y político mexicano, miembro del Partido Revolucionario Institucional. Fue el principal impulsor del modelo de industria maquiladora en la frontera norte de México y presidente municipal de Ciudad Juárez de 1986 a 1988.

## Biografía
Sobrino del también empresario y político Antonio J. Bermúdez, del que fue sucesor en sus negocios y continuador en el proyecto de desarrollo de la manufactura en la frontera norte de México de producción para empresas transacionales, principalmente estadounidenses, que pasó a llamarse industria maquiladora y su establecimiento en grandes parques industriales.
Fue presidente de la Cámara Nacional de Comercio y de la Cámara Nacional de la Industria de la Transformación en Ciudad Juárez, entre sus negocios, además de los parques industriales, estuvo la constructura CUMSA y los Supermercados Amigo. A partir de 1965 fue miembro del Consejo de Planeación Económica y Fomento Industrial de la ciudad.
Cercano a los gobiernos del PRI, aunque sin ser miembro, se alejó del partido junto con muchos empresarios hacia 1982 cuando al final del gobierno de José López Portillo el país cayó en una grave crisis económica y social. Uno de sus empleados más cercanos, Francisco Barrio Terrazas, se acercó al Partido Acción Nacional que en 1983 lo postuló candidato a Presidente municipal de Ciudad Juárez, siendo electo en una gran ola de rechazo al PRI. En 1986 Barrio fue postulado candidato del PAN a gobernador, pero el PRI, que no estaba dispuesto a perder la gubernatura y buscaba recuperar las posiciones perdidas tres años antes, ofreció la candidatura a la presidencia municipal a Bermúdez, misma que aceptó.
Las elecciones de 1986 en Chihuahua, fueron competidas y polarizantes. A su término el PAN, apoyado por varias organizaciones nacionales e internacionales, denunció que el PRI habría cometido un fraude electoral para imponer a sus candidatos, entre ellos a Jaime Bermúdez en la alcaldía de Ciudad Juárez. Asumió el cargo el 10 de octubre de 1986 enmedio de protestas de sus opositores, sin embargo su gobierno pronto se consolidó y se caracterizó por un amplio programa de obra pública y mejora de la imagen urbana de la ciudad.
Terminó su gestión el 9 de octubre de 1989 y se retiró de la actividad política a continuar la dirección de sus negocios particules, siendo considerado como uno de los principales empresarios del estado y el país. Falleció en Ciudad Juárez el 25 de junio de 2018 a la edad de 94 años, por causas naturales.